# Watthana
Watthana ou Vadhana (thaï: วัฒนา, API :[wát.tʰā.nāː]) est l’un des 50 khets de Bangkok, Thaïlande. 

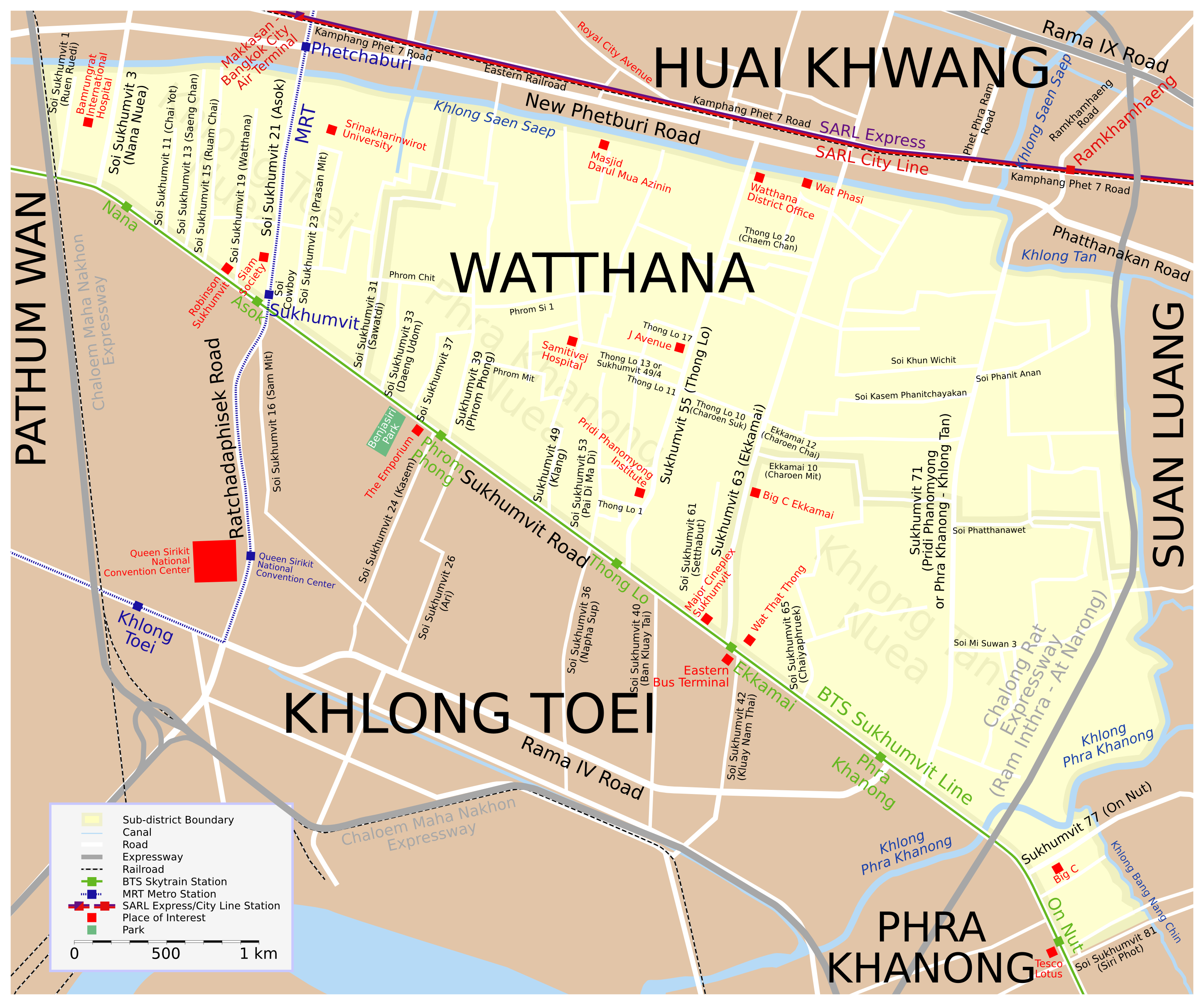
Carte de Watthana

## Histoire
Ce quartier était un quartier rural au début du XXe siècle (comme bien d'autres quartiers de Bangkok dont Bang Kapi, Phaya Thai, etc.) : par exemple, la Siam Society (Kamthieng House Museum) était en 1933 isolée au milieu des rizières alors que de nos jours (en 2003), elle est perdue au milieu des gratte-ciel.

## Points d'intérêts
- Université Srinakharinwirot
- Kamthieng House Museum de la Siam Society (en)[2], maisons traditionnelles thaïe-lanna du milieu du XIXe siècle construites en bois de teck à Chiang Mai
- Quartier arabe de Bangkok[3],[4]
- Centre commercial Terminal 21[5]
- Soi Cowboy...

## Galerie

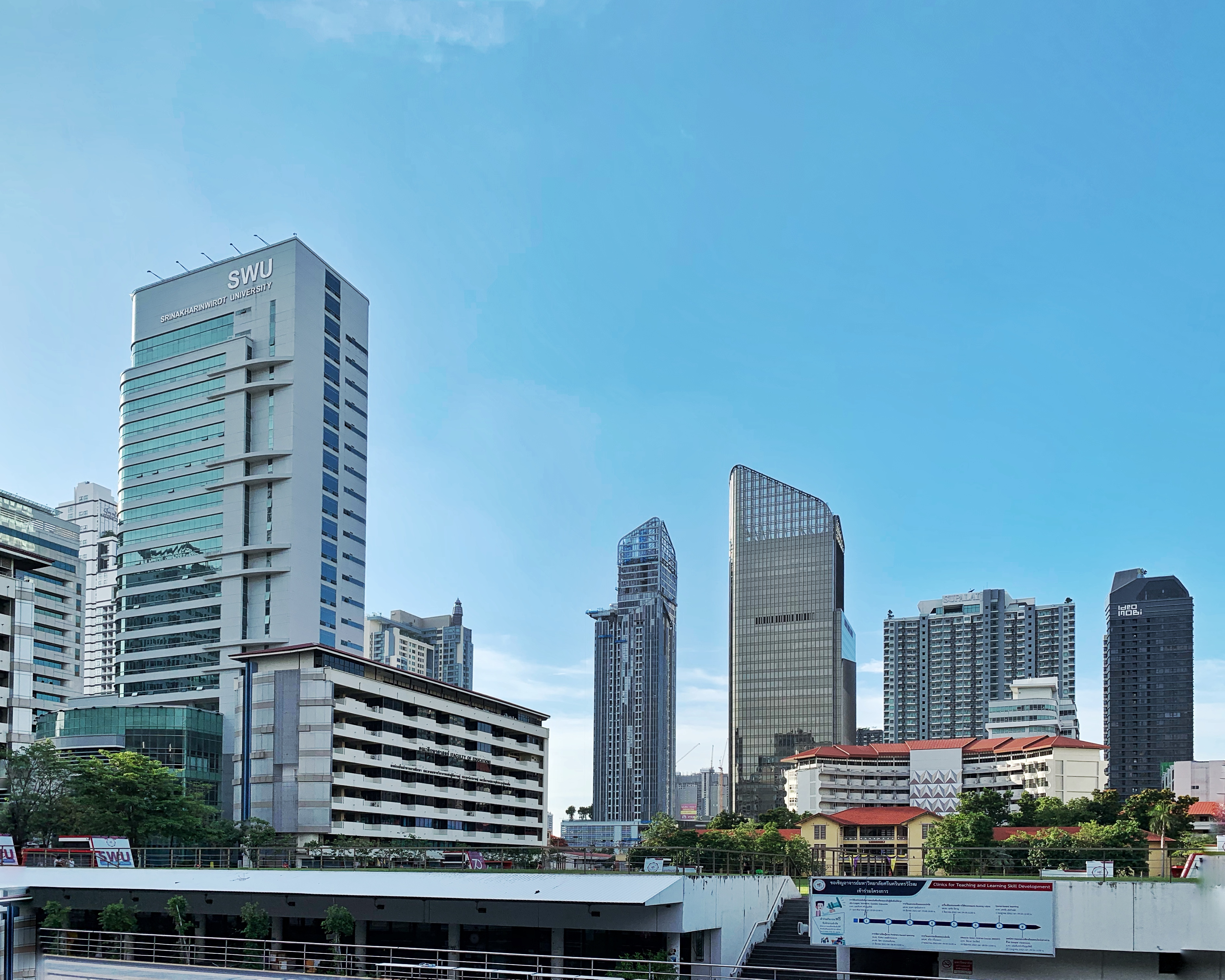
A gauche, le gratte-ciel de l'Université Srinakharinwirot SWU
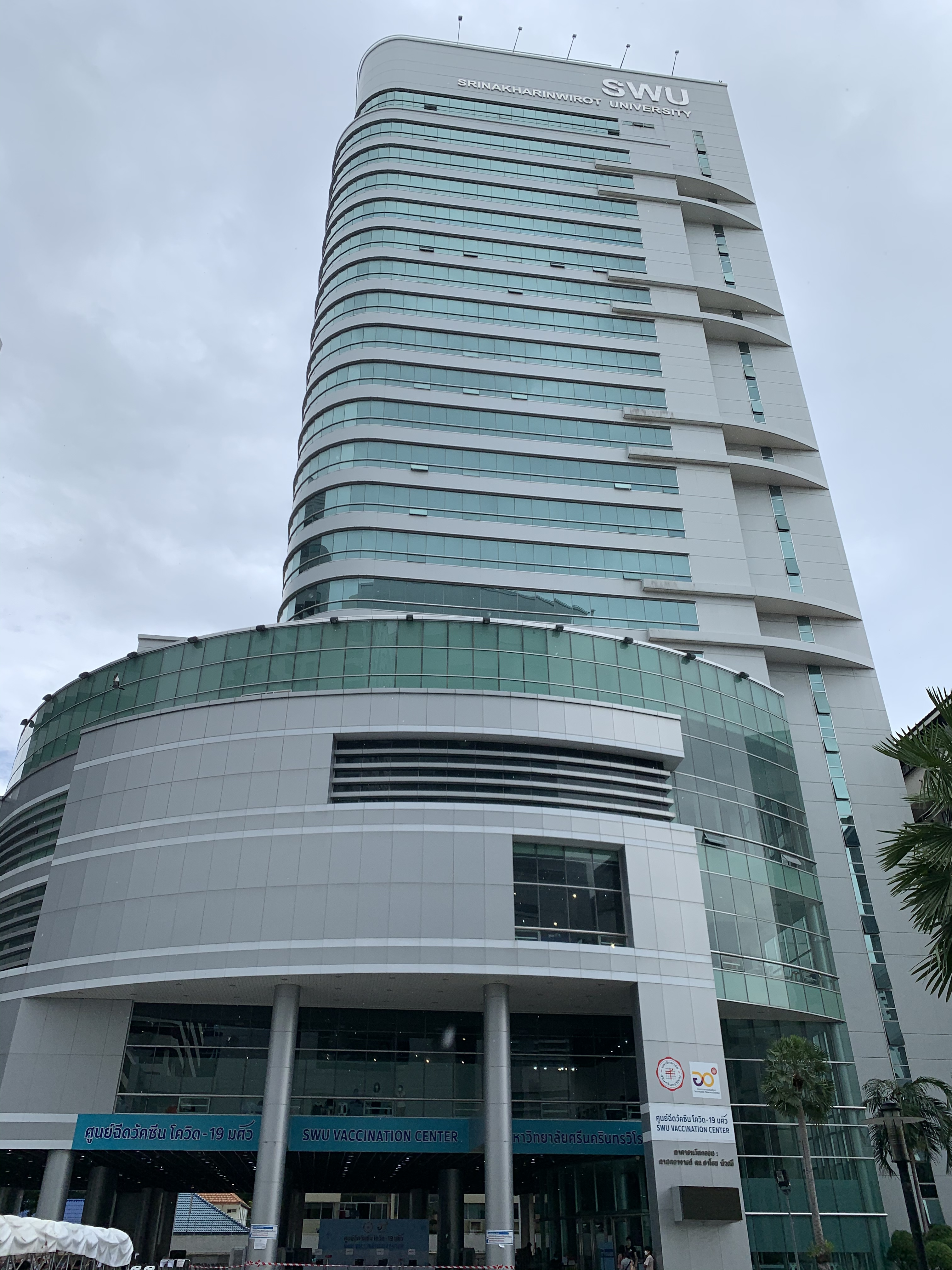
Gratte ciel de l'Université Srinakharinwirot
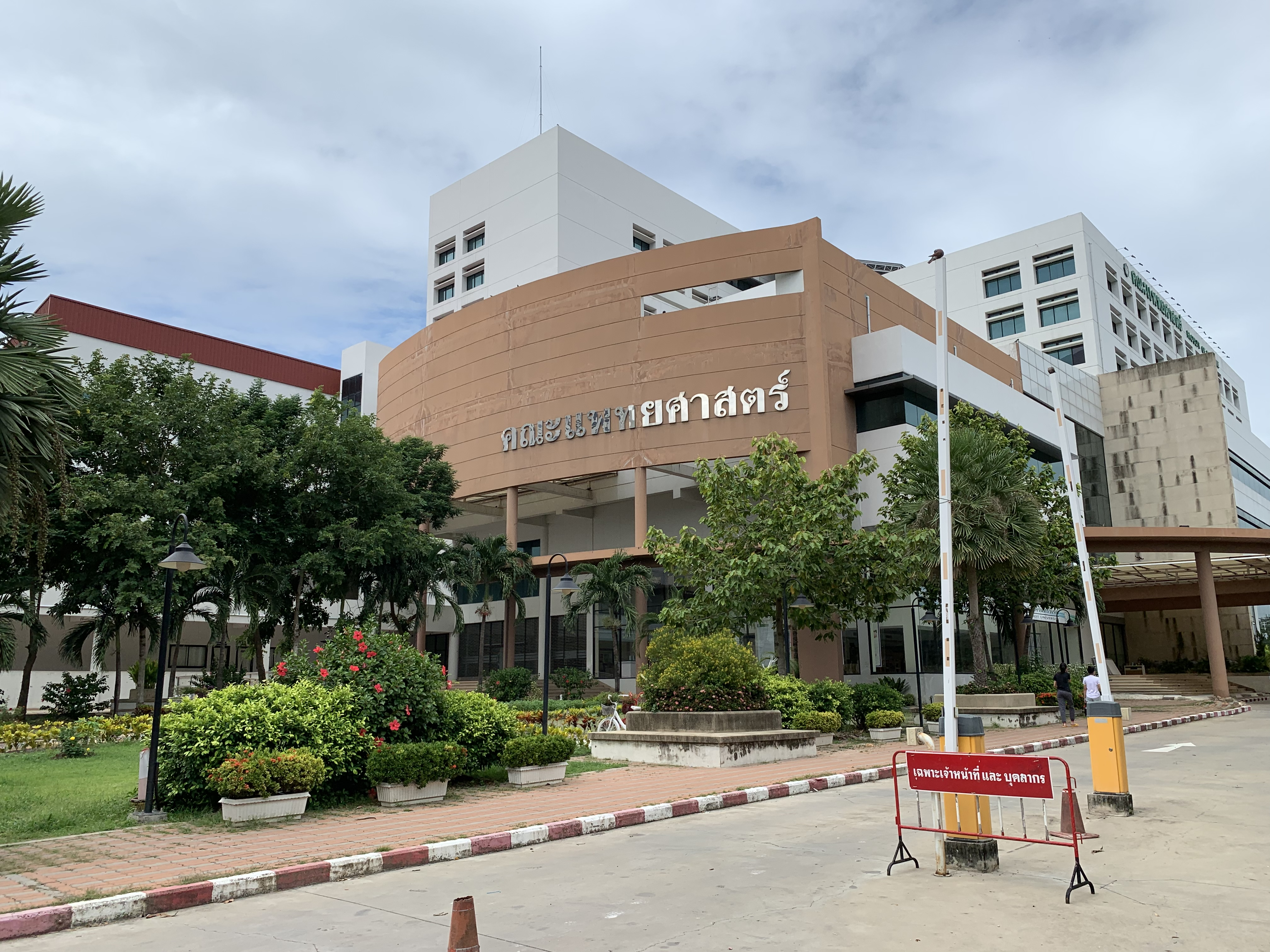
Faculté de médecine sur le campus Ongkharak (Université Srinakharinwirot)
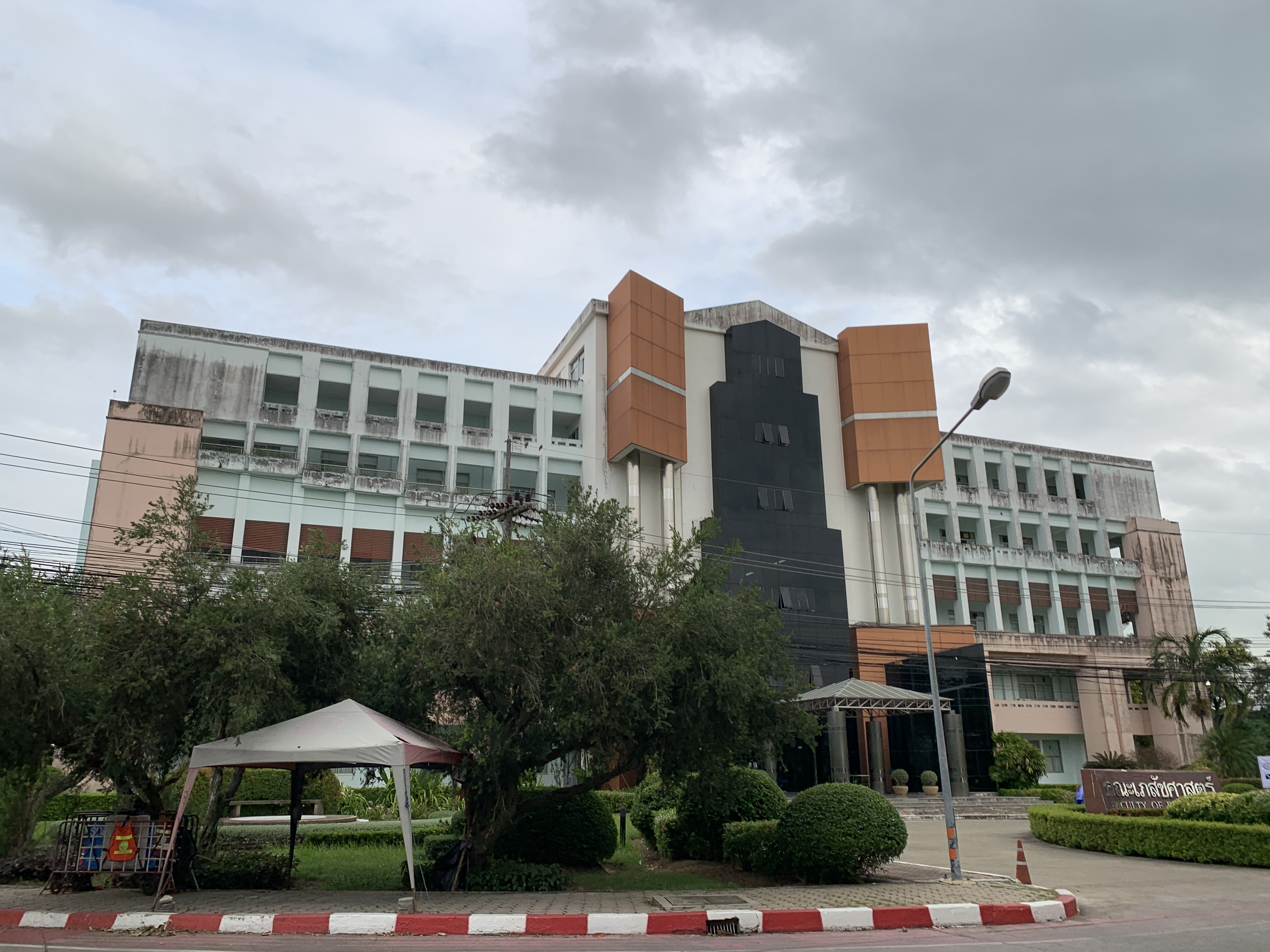
Faculté de pharmacie SWU
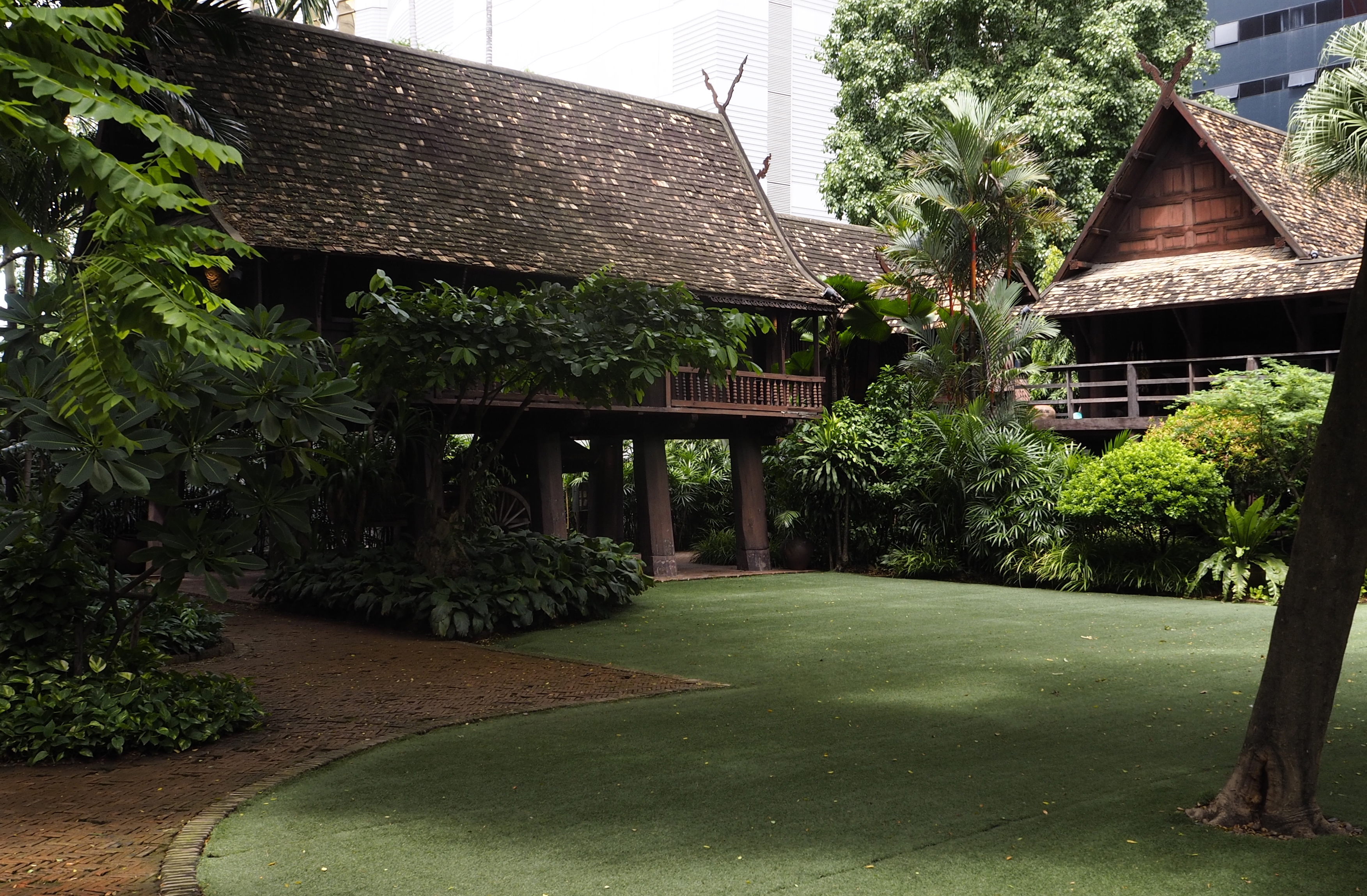
Kamthieng House Museum (extérieur)
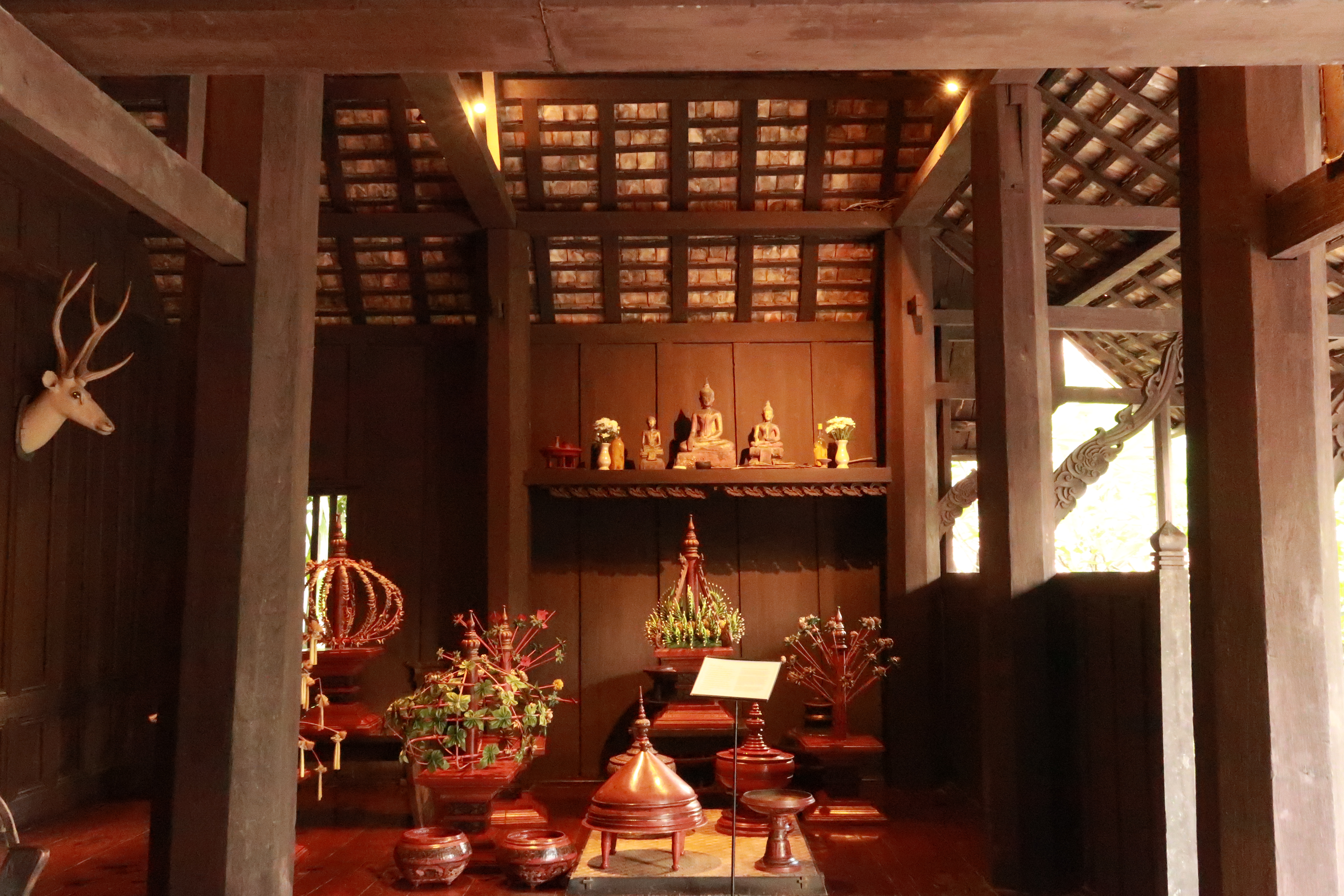
Khamthieng House Museum (intérieur)
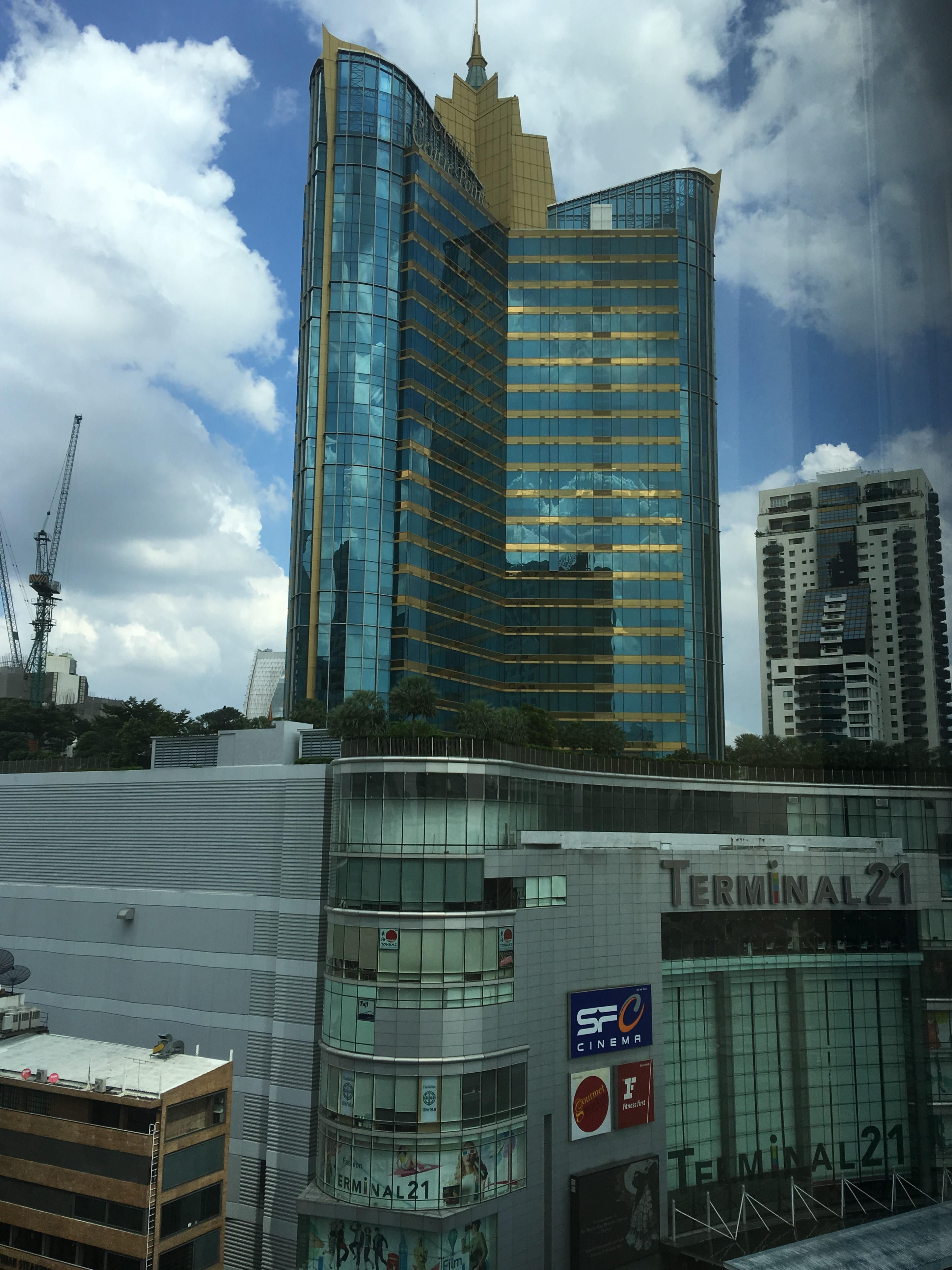
Centre commercial Terminal 21
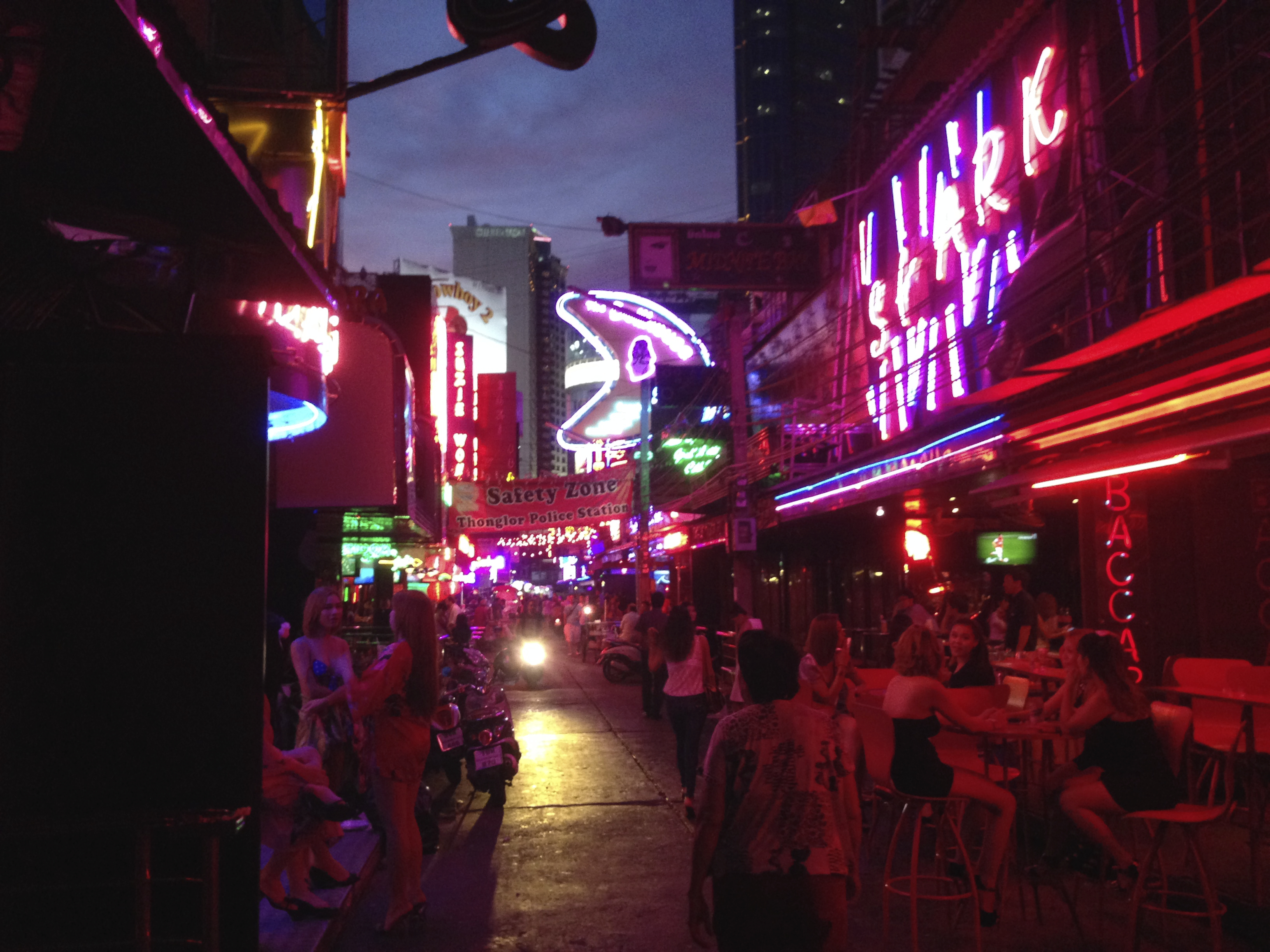
Soi Cowboy, la nuit